# Lebo (Kansas)
Pour les articles homonymes, voir Lebo.
Lebo est une ville américaine située dans le comté de Coffey, au Kansas. Selon le recensement de 2010, sa population est de 940 habitants.